# 546

## Decese
- dată necunoscută: Waltari al longobarzilor  (n. ?)